# Mihály Fazekas
Mihály Fazekas (n. 6 ianuarie 1766, Debrețin, Ungaria – d. 23 februarie 1828, Debrețin, Ungaria) a fost un scriitor maghiar, considerat precursor al lui Sándor Petőfi.
În lirica sa, influențată de folclorul maghiar, a descris natura, precum și viața țărănimii și nobilimii maghiare a acelei epoci. Cea mai cunoscută scriere a sa este Mateiaș Gâscarul (Lúdas Matyi), publicată în 1815.

## Ediții românești
- Pepelea Gâscariul, repovestire de Ioan Barac, Brașov, 1829; tipărită apoi la Editura Librăriei Diecezane, Arad, 1916.
- Mateiaș Gâscarul, traducere de Avram P. Todor, Editura de Stat, București, 1949.
- Mateiaș Gâscarul, repovestire de Alexandru Mitru, Editura Tineretului, București, 1962.
- Mateiaș Gâscarul, tălmăcire de Rusalin Mureșanu, Editura Tineretului, București, 1966.

## Ecranizări
- Mateiaș gâscarul (1977, regia Attila Dargay)